# Фрайбург (административный округ)
Фрайбург (нем. Freiburg) — один из четырёх административных округов (нем. Regierungsbezirk) земли Баден-Вюртемберга в Германии.
Административный округ занимает юго-западную часть государства (земли) Баден-Вюртемберга, и центр округа (столица) находится в городе Фрайбург-им-Брайсгау. Округ образован 31 декабря 1972 года, и состоит из одного городского района и 9 земельных районов.

## География
Административный округ Фрайбург расположен на юго-западе Баден-Вюртемберга и до 31 декабря 1972 года назывался Южным Баден-Вюртембергом. На юге он граничит со Швейцарией, на западе — с французским Эльзасом, на севере — с административным округом Карлсруэ, а на востоке — с административным округом Тюбинген.

## История
Ранее эти земли принадлежали маркграфам Гохберг (фон Гохберг), являвшихся боковой ветвью баденского Церингенского дома, и получивших свое название от существовавшего еще во времена Карла Великого замка Гохберг, близ Фрейбурга и которые были правителями Баден-Гохберг.
Административный округ Фрайбург существует с 1952 года, то есть  с момента образования в оккупированной оккупированной Германии юго-западной земли Баден-Вюртемберг. Его орган власти — правительственный президиум, отвечал с этой даты за область бывшей федеральной земли Баден (административный центр Фрайбург-им-Брайсгау), которая была образована после Второй мировой войны из французской оккупационной зоны. Поэтому административный округ назывался сначала как Южный Баден-Вюртемберг.
Во время проведения реформы административного деления, которая вступала в силу с 1 января 1973 года, из состава округа были выведены Раштатт и Баден-Баден (в административный округ Карлсруэ), а также Иберлинген и Мескирх (в административный округ Тюбинген). В то же время к компетенции правительственного президиума Фрайбурга были отнесены районы Ротвайль и Тутлинген. Так как орган власти стал отвечать также и за некогда вюртембергские области, административный округ Южный Баден-Вюртемберг был переименован в административный округ Фрайбург.

## Состав
В состав административного округа входят три региона, включающие в себя девять районов и один городской район:
регион Верхний Рейн-Бодензе (нем. Region Hochrhein-Bodensee)
район Констанц (нем. Landkreis Konstanz) (KN)
район Лёррах (нем. Landkreis Lörrach) (LÖ)
район Вальдсхут (нем. Landkreis Waldshut) (WT)
регион Южный Верхний Рейн (нем. Region Südlicher Oberrhein)
район Брайсгау-Верхний Шварцвальд (нем. Landkreis Breisgau-Hochschwarzwald) (FR)
район Эммендинген (нем. Landkreis Emmendingen) (EM)
район Ортенау (нем. Ortenaukreis) (OG)
городской район Фрайбург-им-Брайсгау (нем. Freiburg im Breisgau) (FR)
регион Шварцвальд-Бар-Хойберг (нем. Region Schwarzwald-Baar-Heuberg)
район Ротвайль (нем. Landkreis Rottweil) (RW)
район Шварцвальд-Бар (нем. Schwarzwald-Baar-Kreis) (VS)
район Тутлинген (нем. Landkreis Tuttlingen) (TUT)
Административный округ состоит из 301 города и общины, среди которых можно выделить 19 крупных районных центров:
1. Ахерн (нем. Achern)
2. Донауэшинген (нем. Donaueschingen)
3. Эммендинген (нем. Emmendingen)
4. Кель (нем. Kehl)
5. Констанц (нем. Konstanz)
6. Лар (нем. Lahr)
7. Лёррах (нем. Lörrach)
8. Оберкирх (нем. Oberkirch)
9. Оффенбург (нем. Offenburg)
10. Радольфцелль (нем. Radolfzell am Bodensee)
11. Райнфельден (нем. Rheinfelden)
12. Ротвайль (нем. Rottweil)
13. Шрамберг (нем. Schramberg)
14. Зинген (нем. Singen)
15. Тутлинген (нем. Tuttlingen)
16. Филлинген-Швеннинген (нем. Villingen-Schwenningen)
17. Вальдкирх (нем. Waldkirch)
18. Вальдсхут-Тинген (нем. Waldshut-Tiengen)
19. Вайль-ам-Райн (нем. Weil am Rhein)